# Jenő Tietze
Jenő Tietze, madžarski katoliški duhovnik, prelat, apostolski protonotar, * 5. december 1938, Zrenjanin.

## Življenje in delo
Jenő Tietze se je rodil v Velikem Bečkereku v Vojvodini (kasenje Zrenjanin). Starši Tietze Antal in László Margit. 8. decembra 1963 je bil v Zrenjaninu posvečen v duhovnika. Začasni kaplan v Zrenjaninu (1964), kaplan v Vršcu (1965), spet v Zrenjaninu (1967). Župnik v Zrenjaninu (1974-2009), član Cerkvenega sodišča : Promotor justitiae (1978–88), škofijski svetovalec (1983-), škofijski generalni vikar (1988-2007. 30. junija.). Duhovni voditelj Jugoslovanske in pozneje Srbske Malteške dobrodelne organizacije (1993-2009). Škofov osebni komornik (7. september 2007. – 5. julij 2008) Generalni vikar (2007-08). začasni škofijski ekonom (1988-2009). Papeški častni prelat (14. januar 1989). Vitez in komendator Jeruzalemskega viteškega reda (2004-). Častni kanonik temišvarskega stolnega kapitlja svetega Jurija (2006-). apostolski protonotar (16. januar 2006). 2009 je stopil v pokoj. Pomožni kaplan v Mihajlovem (2009-). Strokovni sodelavec Janez Jelen.